# Partido Social Regionalista (Unión Institucional)
El Partido Social Regionalista (Unión Institucional) (PSR (UI)) fue un partido político español de filiación tradicionalista que se formó con el nombre de Frente Institucional en 1974 bajo el impulso de la Hermandad del Maestrazgo que dirigían el excarlista Ramón Forcadell Prats, alcalde de Ulldecona (Tarragona) y Lucas María de Oriol.
En 1975 adoptó el nombre de Partido Social Regionalista y se registró como partido político el 4 de octubre de 1976 como PSR (UI), convirtiéndose en uno de los cinco primeros partidos registrados en España tras la muerte de Franco. Buena parte de sus miembros acabaron integrándose en la Unión Nacional Española. Después de haber apoyado a José María Ruiz-Mateos, en 1996 el PSR (UI) pidió el voto para el Partido Popular.
- Datos: Q3327184